# Ordine Nero (Marvel Comics)
L'Ordine Nero (Black Order), i cui membri sono chiamati anche Cacciatori d'Ossidiana (Cull Obsidian) oppure i Figli di Thanos (Children of Thanos), è un gruppo fittizio di supercattivi creati da Jonathan Hickman, Jerome Opeña e Jim Cheung e apparsi nelle pubblicazioni della Marvel Comics.

## Storia editoriale
L'Ordine Nero appare per la prima volta in New Avengers (Vol. 3) n. 8, durante l'evento crossover Infinity. Sono stati creati da Jonathan Hickman con i disegni di Jerome Opeña e Jim Cheung.

## Storia del gruppo

### L'Ordine Nero di Thanos
L'Ordine Nero nasce come gruppo di alieni potenti che lavora per il titano Thanos; durante il crossover Infinity aiutano Thanos a razziare numerosi mondi in tutto l'universo. Quando vengono a sapere che Freccia Nera, re degli Inumani, nasconde qualcosa, Thanos e l'Ordine Nero attaccano il pianeta. Sulla Terra l'Ordine Nero si mette alla ricerca delle Gemme dell'Infinito, ognuna custodita da un membro degli Illuminati.
Durante una battaglia contro i Vendicatori, Astro Nero e Super Massiva vengono uccisi, mentre Fauce d'Ebano tradisce Thanos e libera Thane, suo figlio. Thane intrappola poi Thanos, Gamma Corvi e Proxima Media Nox all'interno di una prigione d'ambra, lasciandoli in uno stato di morte vivente.

### Il gruppo di Gamma Corvi
Dopo la nuova creazione del multiverso, e con Thanos disperso, Gamma Corvi crea una nuova versione dell'Ordine Nero, formato dai peggiori criminali dell'universo, con i quali vuole creare un suo impero. Usando come base una luna chiamata Quadrante Nero, il gruppo comincia a conquistare diversi pianeti, tuttavia Thanos fa ritorno e reclama per sé la luna e i pianeti conquistati. Piuttosto che lasciarsi uccidere dal Titano, Gamma Corvi decide di suicidarsi, e Thanos prende il comando del Quadrante Nero.

### Il nuovo Ordine Nero di Thanos
Mentre si trova imprigionato al Triskelion, Thanos viene avvicinato da una figura incappucciata che gli offre il suo aiuto per ottenere il martello Mjolnir di Terra-1610. Thanos accetta, e per compiere la missione forma un nuovo Ordine Nero, composto da Proxima Media Nox e Cigno Nero di Terra-1365. Il gruppo viaggia sull'astronave del Collezionista, dove combattono Thor e Beta Ray Bill, ma vengono sconfitti. La figura incappucciata torna da Thanos e si rivela essere Hela la Dea della Morte di Asgard, che per dimostrare il suo potere uccide Proxima Media Nox e Cigno Nero. Hela chiede aiuto a Thanos per reclamare il dominio su Hel, offrendogli in cambio la morte che egli ha sempre desiderato.

## Formazioni

### Formazione originale
- Gamma Corvi (Corvus Glaive): marito di Proxima Media Nox, è il favorito e braccio destro di Thanos, possiede super-forza, super-velocità e una grande resistenza; usa inoltre un'asta con lame che possono tagliare qualsiasi cosa.
- Proxima Media Nox (Proxima Midnight): un'aliena molto abile nel combattimento corpo a corpo ed è dotata di superforza.
- Fauce d'Ebano (Ebony Maw): un alieno dal grande intelletto e con una forte capacità di persuasione.
- L'Astro Nero (Black Dwarf / Cull Obsidian): alieno dotato di super-forza e pelle impenetrabile. È il fratello di Gamma Corvi.
- Super Massiva (Supergiant): è dotata di poteri telepatici.

### Ordine Nero di Gamma Corvi
- Gamma Corvi: Leader per poco tempo a causa del suo suicidio.
- Coven: Un trio di tre streghe sconosciute. Dopo la morte di Gamma Corvi, esse sono rimaste fedeli a Thanos.

### La seconda formazione di Thanos
- Thanos
- Proxima Media Nox
- Cigno Nero (Black Swan) di Terra-1365

## La formazione di Challenger
- L'Astro Nero
- Cigno Nero
- Gamma Corvi
- Fauce d'Ebano
- Proxima Media Nox
- Super Massiva

## Altri media

### Marvel Cinematic Universe
(Fauce d'Ebano rivolto agli asgardiani nel film Avengers: Infinity War)
L'Ordine Nero (conosciuti come i Figli di Thanos) appare all'interno del Marvel Cinematic Universe
- I membri dell'Ordine Nero appaiono per la prima volta come antagonisti secondari Avengers: Infinity War (2018). Il gruppo qui è composto da Fauce d'Ebano, Proxima Media Nox, Gamma Corvi e l'Astro Nero (conosciuto come il Cacciatore d'Ossidiana).[10][11]
- L'intero gruppo ritornano nel film Avengers: Endgame (2019). Compaiono come una delle loro copie del passato (del 2014) che viaggiando nel tempo con l'esercito di Thanos per partecipare a un'epica battaglia finale contro gli Avengers e i loro alleati. Alla fine Thanos e l'Ordine Nero si dissolvono, insieme con il loro intero esercito, grazie all'estremo sacrificio di Iron Man, che schiocca le dita con il Guanto dell'Infinito a costo della sua vita.[12]
- L'Ordine Nero appare anche nella prima serie animata dell'MCU What If...? (2021).

#### Formazione
- Fauce d'Ebano (Ebony Maw) è interpretato da Tom Vaughan-Lawlor. Portavoce e fedele braccio destro di Thanos, e il secondo in comando del gruppo. Il personaggio possiede dei poteri telecinetici molto potenti abbastanza da mettere in difficoltà anche il Dottor Strange.
- Proxima Media Nox (Proxima Midnight) è interpretata da Carrie Coon. Come arma utilizza una lancia tridente a impulsi ed una spada.
- Gamma Corvi (Corvus Glaive) è interpretato da Michael James Shaw. Secondo in comando di Thanos, come arma utilizza un'alabarda in grado di tagliare perfino il Vibranio, di cui è composto il corpo di Visione.
- L'Astro Nero (Cull Obsidian) è interpretato da Terry Notary. È il più grosso e feroce del gruppo e come arma utilizza un martello a catena, convertibile in scudo o tenaglia.

### Televisione
- L'Ordine Nero appare nella serie animata Avengers Assemble.[13][14]
- L'Ordine Nero appare anche nella serie animata Guardiani della Galassia.

### Videogiochi
- Il gruppo appare nel videogioco Marvel: Avengers Alliance.
- Appare nel videogioco Marvel Future Fight.[15]
- Il gruppo appare nel videogioco Marvel: La Grande Alleanza 3: L'Ordine Nero.